# Denis Golovanov
Denis Golovanov rus. Денис Голованов (* 27. březen 1979, Soči, Rusko) je bývalý profesionální ruský tenista.
| Č. | Datum          | Turnaj                                 | Povrch | Soupeř ve finále                                | Výsledek      |
| 1. | 28. říjen 2001 | Petrohrad, Rusko                       | tvrdý  | Irakli Labadze, Marat Safin/Jevgenij Kafelnikov | 7-5, 6-4      |
| 2. | 2002           | Kingston upon Hull, Spojené království |        | Arvind Parmar                                   | 6-4, 3-1, RET |